# Гарсія Уртадо де Мендоса
Гарсія Уртадо де Мендоса і Манріке, маркіз де Каньєте (ісп. García Hurtado de Mendoza y Manrique, Marqués de Cañete; Куенка, 21 липня 1535 — Мадрид, 1609) — іспанський військовик, губернатор Чилі, віце-король Перу (в період 8 січня 1590 — 24 липня 1596).